# Sibylle Korsch Escalona
Sibylle Korsch Escalona (geboren 7. Juli 1915 in Berlin als Sibylle Korsch; gestorben 21. September 1996 in den USA) war eine deutschamerikanische Psychologin.

## Leben
Sibylle Korsch war eine Tochter des marxistischen Philosophen  Karl Korsch und der Lehrerin Hedwig Gagliardi, sie hatte eine Schwester. Nach der Machtübergabe an die Nationalsozialisten floh Korsch 1934 in die USA und kam in Iowa City zunächst als Haushaltshilfe bei der Familie Kurt Lewins unter. Sie studierte Psychologie an der University of Iowa und machte 1936 einen B.A. und 1938 einen M.A. Sie heiratete Edward Escalona, die Ehe wurde Ende der 1940er Jahre geschieden.
Ab 1943 bis 1952 arbeitete sie als Kinderpsychologin bei Karl Menninger in Topeka bei der Menninger Foundation und war dort seit 1949 Forschungsdirektorin. 1947 wurde sie an der Columbia University promoviert und war von 1949 bis 1952 Associate Professorin an der Kansas State University. Danach arbeitete sie als Assistant Professorin am Child Study Center der Yale University, ab 1956 als Assistant Professorin am Albert Einstein College of Medicine der Yeshiva University New York und ab 1959 als Professorin.

## Schriften (Auswahl)
- The effect of success and failure upon the level of aspiration behavior in manic-depressive psychoses, in: Kurt Lewin, Ronald Lippitt, Sibylle Korsch: Studies in topological and vector psychology. Iowa City, Iowa: Univ. of Iowa Press, 1940, S. 199–302
- An application of the level of aspiration experiment to the study of personality. New York, NY: Columbia University, 1948 Zugleich: New York, Columbia Univ., Fac. of Philosophy, Diss., 1948
- The use of infant tests for predictive purposes, in: Bulletin of the Menninger Clinic. Bd. 14, Nr. 4, 1950, S. 117–128
- The roots of individuality : normal patterns of development in infancy. Chicago, 1968